# らんま1/2 爆烈乱闘篇
『らんま1/2 爆烈乱闘篇』（らんまにぶんのいち ばくれつらんとうへん）は、NCSこと日本コンピュータシステムが手掛けたスーパーファミコン用ソフト第2弾。1992年12月25日に発売された。
日本国外では北米版は『Ranma ½: Hard Battle』欧州版は『Ranma ½』のタイトルで発売された。欧州版では一部のキャラクター名が変更されている。

## 概要
漫画・アニメ『らんま1/2』（1987年 - 1996年）の格闘ゲームである。前作『らんま1/2 町内激闘篇』（1992年）とは異なり、登場人物には独自のストーリーが存在し、それぞれの目的のために戦うという設定になっている。外国語版も出ているが、カバーアートで高橋留美子風のアニメイラストが見られるのは日本版と欧州版のみである。
格闘ゲームブームやキャラクターの人気もあって、日本では1992年12月25日に発売された後、多くの販売店では年内に売り切れ。出荷した32万本は短期間で完売となり、1993年1月半ば以後は中古市場でも入手困難になっていた。その後、1993年4月6日に再出荷された。
格闘ゲーム黎明期の作品ながら発売から25年以上経った現在でも根強い人気を誇り、格闘ゲームイベント「EVO Japan 2018」ではサイドトーナメントにも選出されている（Ranma World Championship）。

## ゲーム内容
前作に引き続き2D対戦型格闘ゲームとして作られている。対戦相手のライフゲージをゼロにするか、制限時間が設定されている場合に時間が終了して対戦相手のライフゲージを自分より少なければ一本勝ちとなる、二本先取すると勝ちになる。
前作ではなかったキーコンフィグにより、従来の格闘ゲームの基本操作、レバー後ろガード、レバー上ジャンプが可能になった。なお登場キャラクターの中では「乱馬」「女らんま」「シャンプー」「八宝斎」の4人は2段ジャンプが使える。
格闘ゲームとしては一発のダメージが大きく、複雑な要素の少ないシンプルなゲームデザインである。また、本作の特徴はボタンの長押しや同時押しなどで必殺技を出すことができるという点であり、複雑なコマンド入力を必要としないシステムは高く評価された。

## ストーリー
それぞれの悩みを抱え解決策を求める者たちが、風林館高校校長の陰謀によりなぜかおかしな出来事へと巻き込まれ御町内の人々と戦うことになっていく。

## 登場人物

### 通常キャラクター
早乙女乱馬
声 - 山口勝平
バランスが売りの扱いやすいキャラクター。
早乙女らんま
声 - 林原めぐみ
機動力特化、低パワーキャラクター。
天道あかね
声 - 日髙のり子
技の単純さから扱いやすい。初心者でもかなりの強さを発揮できる。
シャンプー
声 - 佐久間レイ
圧倒的な機動力で敵を追い詰められるが、防御が非常に低い。
ムース
声 - 関俊彦
長いリーチに加え、急降下攻撃「鷹爪拳」が強力。
久遠寺右京
声 - 鶴ひろみ
テクニカルな戦いが可能で強い相手には滅法強いがその逆も。
早乙女玄馬（変身後）
声 - 緒方賢一
高耐久高攻撃力の典型的なパワーキャラクター。
五寸釘光
声 - 二又一成
非常に高難易度。
博打王キング
声 - 青野武
鈍重で扱いにくい上級者向けキャラクター。
響良牙
声 - 山寺宏一
動きは遅いが、2種類の飛び道具と攻撃力・耐久力を兼ね備える初心者向けキャラクター。

### 隠しキャラクター
パンスト太郎（変身前および変身後）はストーリーモードを一度クリアするとストーリーモードで使用することが可能になる。また、八宝斎は裏技でプレイヤーキャラクターとして使用することが可能になる。
パンスト太郎（変身前）
声 - 古本新之輔
高性能な突進技「一発逆転男蹴り」を持つ。
パンスト太郎（変身後）
声 - 古本新之輔
通常モードの最終ボス。
八宝斎
声 - 永井一郎
パンスト太郎（変身前および変身後）編の最終ボス。強さは最強クラス。体格ゆえの判定の小ささから圧倒的な強さを誇る。

## スタッフ
- 原作：高橋留美子
- プログラム：山本克利、樋口幸弘
- オブジェクト：有賀ヒトシ、桜井正則、小沢努、只隈圭介
- スクロール：斉藤智晴
- 文字グラフィック：大矢哲也
- ビジュアルシーン：佐藤淳
- バランス調整・思考：八坂圭祐、高田慎二郎
- シナリオ：松田明生
- 音楽・効果音：岡本智郎
- プロデューサー：菅沼孝夫（小プロ）、盛武源（小プロ）、土田俊郎
- スーパーバイザー：渋谷実夫

## 評価
ゲーム誌『ファミコン通信』のクロスレビューでは6・6・5・5の合計22点（満40点）、『ファミリーコンピュータMagazine』の読者投票による「ゲーム通信簿」での評価は以下の通りとなっており、23.13点（満30点）となっている。この得点はスーパーファミコン全ソフトの中で41位（323本中、1993年時点）となっている。その他、『SUPER FAMICOM Magazine』1993年8月情報号特別付録の「スーパーファミコンオールカタログ'93」巻末に収録されている「部門別ベスト30」では、キャラクタ13位を獲得している。
| 項目 | キャラクタ | 音楽 | 操作性 | 熱中度 | お買得度 | オリジナリティ | 総合  |
| 得点 | 4.44       | 3.75 | 3.89   | 3.95   | 3.57     | 3.54           | 23.13 |

ゲーム誌『Theスーパーファミコン』のザ・テストプレイでは総合評価68点（100点満点、各種ポイントの評価は以下の通り）。レビュアーは前作のように完成度が高くグラフィックなどが凝っていてファンには嬉しいのではないか、動きが滑らか、音声の増加によって雰囲気がよく出ている、団体戦は同じキャラ同士で戦うなど新要素が魅力、防御する感覚が楽しく技が多彩、ボタン配置を他の格闘ゲームのように設定できるのは親切、一方で登場キャラは違うがそれだけでは弱く前作と変わらないことが多く面白さの進化が分からず前作を持っている人なら買わなくていいのではないか、12キャラ分のストーリーがあるので長く遊べるとした者と戦略性に欠けアルゴリズムがワンパターンなため数でカバーしているかもしれないが1キャラ30分でクリアできてしまうのは簡単すぎるとする者がおり、爽快感が前作ほどではないとした。
| 項目   | グラフィックス | サウンド | ハマリ度 | ゲームバランス | お買い得度 |
| スコア | ★★★★           | ★★★★     | ★★★      | ★★★            | ★★★★       |